# یکدار
یکدار، روستایی در دهستان گابریک بخش مرکزی شهرستان جاسک در استان هرمزگان ایران است. این روستا، مرکز دهستان گابریک است.

## جمعیت
بر پایه سرشماری عمومی نفوس و مسکن در سال ۱۳۹۵، جمعیت این روستا برابر با ۲۳ نفر (۴ خانوار) بوده‌است.